# Трета сирийска война
Третата сирийска война или „Лаодика война“ (на старогръцки: Λαοδίκεως πόλεμος; 246 – 241 пр.н.е.) е военен конфликт между птолемейски Египет и царството на Селевкидите. Завършва с победа на Египет.
Войната започва през 246 пр.н.е. и завършва през 241 пр.н.е. и се води между египетския цар Птолемей III и 19-годишния Селевк II Калиник, представител на майка си Лаодика I от Селевкидското царство.
Причина за войната е, че Лаодика, която отравя бившия си съпруг Антиох II Теос в Ефес, провъзглася своя син за наследник на трона като пренебрегва сина на Береника Млада, който е обявен от баща му Антиох II за негов наследник. Береника, живее в Антиохия на Оронт, изпраща двама дипломати, единия в Соли в Киликия да получи 1500 таленти, които иска Лаодика, а другия при брат си Птолемей III в Египет да иска помощ. Птолемей III тръгва с малък флот и намира в Антиохия сестра си и племенника си убити. Египтяните се виждат задължени, заради постъпката с тяхната принцеса Береника, да започнат така наречената „Лаодика война“, която се нарича и Трета сирийска война. Птолемей завоюва без битка Сирия, Месопотамия и Киликия. През 245 пр.н.е. той се връща, заради избухнало въстание в Египет с голяма плячка. Същата година Селевк II успява да си отвоюва Вавилония обратно. След други битки през 241 пр.н.е. се сключва мирен догор с предимства за Египет.
След мирния договор Птолемйското царство с малки изключения обхваща цялата територия на източното Средиземно море, от Киренайка до Тракия (без провинцията Памфилия) до края на 3 век пр.н.е.